# Port lotniczy Multan
Port lotniczy Multan (IATA: MUX, ICAO: OPMT) – międzynarodowy port lotniczy położony w mieście Multan, w prowincji Pendżab, w Pakistanie.